# Nicolas-Louis de Lacaille
Pour les articles homonymes, voir Lacaille.
L’abbé Nicolas-Louis de Lacaille, aussi écrit La Caille, né le 15 mars 1713 à Rumigny (Ardennes) et mort le 21 mars 1762 à Paris, est l'un des principaux astronomes français du XVIIIe siècle, membre de l'Académie royale des sciences.

## Biographie
Nicolas-Louis est le fils de Charles Louis (1679-1731), gentilhomme de la Garde royale, et de Barbe Rebuy.
Il effectue ses humanités au collège jésuite de Mantes puis, à partir de 1729, sa rhétorique au collège de Lisieux, à Paris. Après trois ans de théologie au Collège de Navarre, il devient maître des arts puis bachelier en théologie.
En 1736, il devient l'élève de l'astronome Jacques Cassini à l'Observatoire de Paris ; il effectue ses premières observations astronomiques en mai 1737. En mai 1738, avec Giovanni Maraldi, il effectue une longue campagne de relevés de la côte atlantique, entre Nantes et Bayonne. En juillet 1739, il participe avec Cassini de Thury à la mesure du méridien dans les Pyrénées, à partir de Perpignan.
Professeur de mathématiques au collège Mazarin en novembre 1739, il entre à l'Académie des sciences, le 8 mai 1741, comme adjoint, et devient associé en 1745.
Il effectue une longue mission dans l'hémisphère austral, d'octobre 1750 à juin 1754, où il est envoyé pour mesurer l'arc du méridien. Il y fait peu d'observations dans le domaine de l'histoire naturelle mais en rapporte une collection considérable, notamment d'oiseaux, utilisée en particulier par Mathurin Jacques Brisson (1723-1806).
En revanche, après avoir construit un observatoire astronomique en Afrique du Sud au Cap, il effectue un nombre impressionnant d'observations astronomiques. Il termine son séjour austral à l'Île-de-France puis à l'île Bourbon, aujourd'hui respectivement Îles Maurice et de La Réunion, de janvier 1753 à février 1754, période au cours de laquelle il effectue un relevé géodésique de l'Île-de-France. À son retour en France, ses observations sont cartographiées par son amie Anne-Louise Le Jeuneux.
Il était membre des Académies de Berlin, de Stockholm, de Bologne et de Göttingen et membre de la Royal Society depuis le 17 janvier 1760.

## Travaux

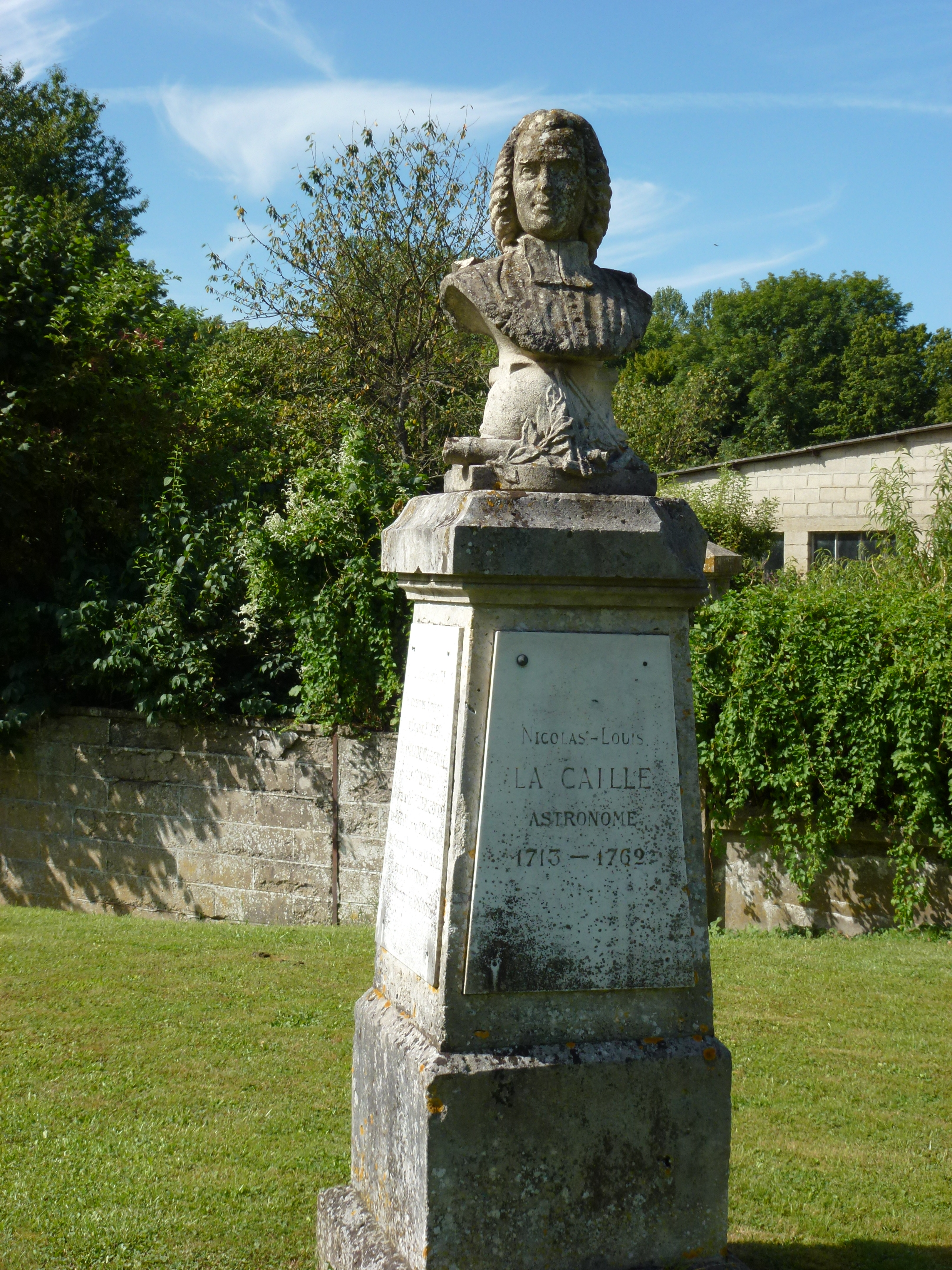
Buste de Lacaille à Rumigny.

Il a dénommé 14 des 88 constellations et en a rebaptisé une autre la Mouche (en latin : Musca, abréviation : Mus). Elle est proche de la Croix du Sud (Crux, Cru).
Son rationalisme scientifique le conduit à nommer les quatorze constellations ainsi :
- Machine pneumatique, Antlia, Ant
- Burin, Caelum, Cae
- Compas, Circinus, Cir
- Fourneau, Fornax, For
- Horloge, Horologium, Hor
- Table, Mensa, Men (du nom d'une montagne située à proximité du Cap)
- Microscope, Microscopium, Mic
- Règle, Norma, Nor
- Octant, Octans, Oct
- Peintre, Pictor, Pic
- Boussole, Pyxis, Pyx
- Réticule, Reticulum, Ret
- Sculpteur, Sculptor, Scl
- Télescope, Telescopium, Tel

Il découpe la très grande constellation Navire Argo pour en créer trois autres, la Carène, la Poupe  et les Voiles.
Il découvre en 1752, l'amas ouvert NGC 4755, de la Croix du Sud, connu  sous le nom de boîte à bijoux. Celui-ci renferme une centaine d'étoiles regroupées sur environ 20 années-lumière, à près de 7 500 années-lumière de la Terre.
Il supprime également la petite constellation du Chêne de Charles (Robur Carolinum), inventée par Edmond Halley en 1677, et située à proximité du Navire Argo.
De retour en France, il participe à la vérification de la base établie par Jean Picard près d'un siècle auparavant pour mesurer la longueur du méridien terrestre en 1756.

## Correspondance
- Eric G. Forbes et Jacques Gapaillard, « La correspondance astronomique entre l'abbé Nicolas-Louis de Lacaille et Tobias Mayer », dans Revue d'Histoire des Sciences, 49 (4):483–541 (1996) — Tobias Mayer est un mathématicien, cartographe et astronome allemand.

## Honneurs
Plusieurs corps célestes ont été nommés en son honneur :
- l'étoile Lacaille 87[4] ;
- la naine rouge Lacaille 8760 ;
- l'astéroïde (9135) Lacaille ;
- la naine rouge Lacaille 9352 ;
- le cratère lunaire La Caille.

En outre, en l'honneur de sa contribution à l'étude du ciel de l'hémisphère sud, un télescope de 60 cm construit à l'île de La Réunion sera nommé le télescope Lacaille.
Par ailleurs, la rue Lacaille, dans l'actuel 14e arrondissement de Paris, a été nommée en son honneur. Après sa suppression en 1879, la  rue Neuve-Balagny, dans le 17e arrondissement, est renommée rue Lacaille en 1881.

## Œuvres
- Leçons d'astronomie (Paris, 1746)

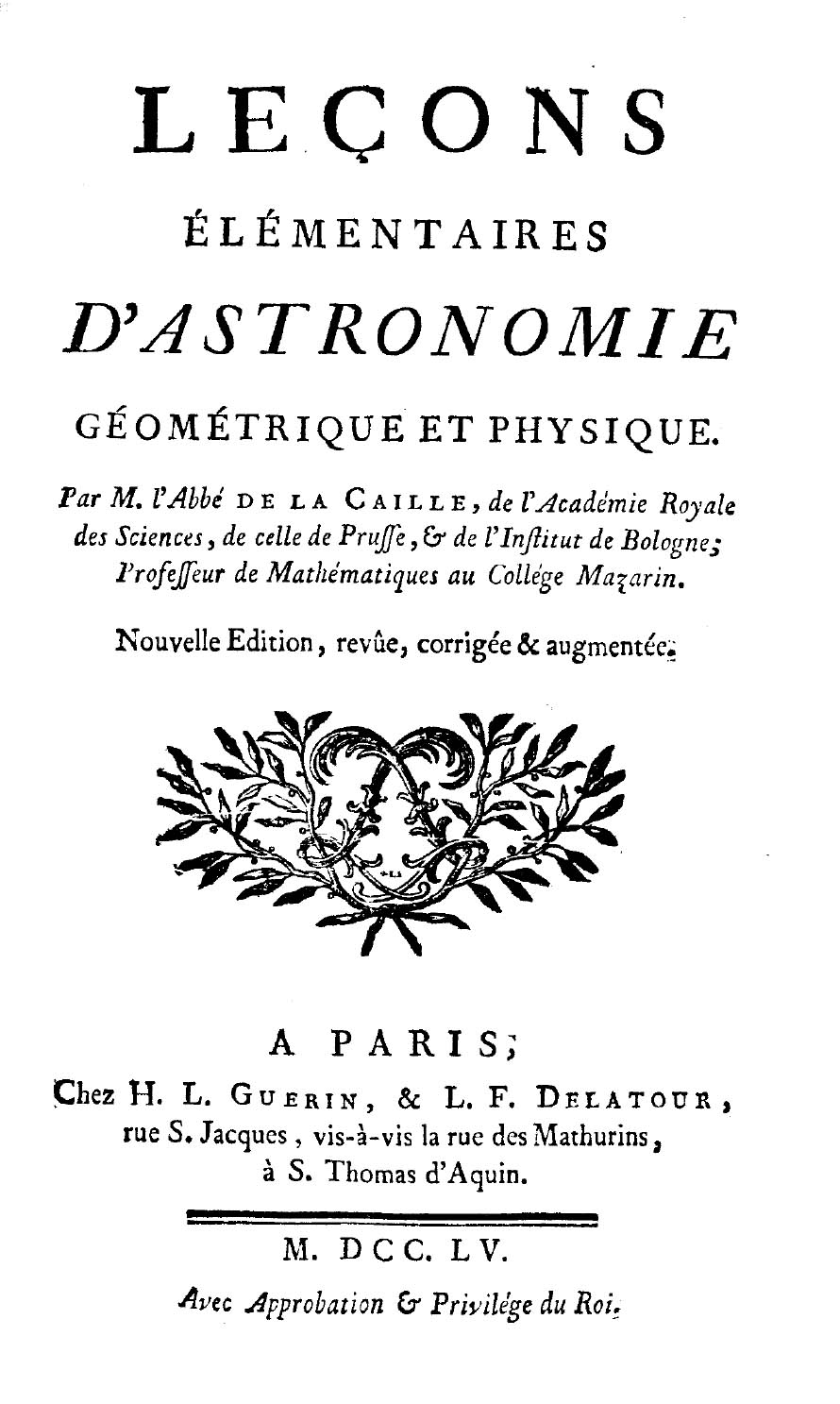
Leçons elementaires d'astronomie, géométrique et physique, edition du 1755.

- Astronomiae fundamenta (1757), contenant un catalogue de 398 étoiles, réédité par F. Baily (Memoirs Roy. Astr. Society, v. 93)
- Tabulae solares ad meridianum Parisinum cum supplemento reliquarum tabularum solarium quas supputavit P. Maximilianus Hell e S. J. (1758) — Avec un supplément contenant des tables de Maximilien Hell
- Coelum australe stelliferum (1763) (édité par J. D. Maraldi), contenant les observations de 10 000 étoiles, et décrivant quatorze nouvelles constellations.
- Observations sur 515 étoiles du Zodiaque (publié dans le t. VI de ses Ephémérides, 1763)
- Leçons élémentaires de mathématiques (1741), fréquemment réimprimé
- Leçons élémentaires de mécanique (1743), &c.
- Leçons élémentaires d'astronomie (1746), 4e  éd. augmentée par Lalande (1779)
- Leçons élémentaires d'optique (1750), &c.
- Calculs par lui-même des éclipses, insérés dans L'Art de vérifier les dates de l'historien bénédictin Charles Clémencet (1750)
- Création d'un planisphère austral[6] contenant les constellations entre le pôle sud et le tropique du capricorne (1752).
- Il a communiqué à l'Académie en 1755 un catalogue de quarante-deux nébuleuses du sud, et donné dans le t. ii de ses Éphémérides (1755) des règles pratiques pour employer la méthode lunaire des longitudes, proposé dans ses suppléments au Traité de Navigation (1760) de Pierre Bouguer, le modèle de l'almanach nautique.
- Traité d'optique, 1808, 246 p.

### Liste d’œuvres en ligne sur Gallica
- Liste

### Biographie et sources
- Jean-Paul Grandjean de Fouchy, Éloge de M. l'abbé de la Caille, dans Histoire de l'Académie royale des sciences - Année 1762, Imprimerie royale, Paris, 1764, p. 197-212 (lire en ligne)
- Jean-Baptiste-Joseph Boulliot, Biographie ardennaise ou Histoire des ardennais, Paris, Ledoyen, 1830, p. 159
- Jean-Baptiste Joseph Delambre, Histoire de l'astronomie au dix-huitième siècle, Paris, Bachelier, 1827.
- Journal historique du voyage fait au Cap de Bonne-Espérance par feu M. l'abbé de La Caille..., Paris, Guillyn, 1763. Pour cet ouvrage, il reçut l'aide de l'abbé Carlier, qui écrivit également un Discours sur sa vie.

### Orientation bibliographique
- G. Bigourdan, « Sur diverses mesures d'arcs de méridien, faites dans la première moitié du XVIIIe siècle », dans Bulletin Astronomique, série I, vol. 18. En plusieurs sections : pages 320, 351, 389 et 444...
- Boistel, Guy, 2006, « Le voyage de l'abbé Nicolas-Louis de Lacaille, apprenti naturaliste ethnographe, au cap de Bonne-Espérance, 1750-1754 », in Sophie Linon-Chipon et Daniela Vaj, Relations savantes. Voyages et discours scientifiques, Paris, Presses de l'université Paris-Sorbonne, p. 121-141.
- Ian S. Glass, traduction J. Lequeux, Nicolas-Louis de La Caille, astronome et géodésien, Paris, EDP sciences & l'Observatoire de Paris, coll. « Sciences et Histoire », 2013 (ISBN 978-2-901057-68-0).